# 호케 주니오르
호케 주니오르(Roque Júnior)는 브라질의 전 축구 선수이다. 본명은 조제 비토르 호케 주니오르(José Vítor Roque Jr.)이나, 호케 주니오르로 더 잘 알려져 있다. 2002년 FIFA 월드컵과 2005년 FIFA 컨페더레이션스컵에 참가하기도 했다.